# مدينة مصر الدولية للألعاب الأولمبية
مدينة مصر الدولية للألعاب الأولمبية هي أول أكبر مدينة أولمبية متكاملة داخل مصر، تقع في العاصمة الإدارية الجديدة، وتضم العديد من المنشآت الرياضية والعامة مثل ستاد العاصمة الإدارية بسعة 90 ألف متفرج، قرية أولمبية، ملاعب للتدريب، منطقة الفنادق والشاليهات، المنطقة التجارية، مستشفى للطب الرياضي، ملاعب مفتوحة، ملعب التنس الرئيسي والفرعي، مجمع حمامات السباحة، نادي للفروسية، ملاعب إسكواش، مسرح روماني، صالتين سعة 15000، 8000 متفرج لكرة اليد، الطائرة، والسلة، ميادين الرماية اليدوية، ميادين رماية القوس والسهم، المنطقة الإدارية، متحف الرياضة، ميادين رماية الخرطوش، ميادين الرماية الإلكترونية، صالات لألعاب قوى، وقاعات متعددة الأغراض.